# Deutsche Fechtmeisterschaften 2005
Bei den Deutschen Fechtmeisterschaften 2005 wurden Einzel- und Mannschaftswettbewerbe in den Disziplinen Degen, Florett und Säbel ausgetragen. Sie wurden vom Deutschen Fechter-Bund organisiert. Da es im Einzel kein Gefecht um den dritten Platz gab, teilten sich diesen die beiden Halbfinalisten. Die Deutschen Meisterschaften im Florett fanden beim Fecht-Club in Tauberbischofsheim statt, die Degenmeisterschaften in Esslingen am Neckar und die Säbelmeisterschaften in Koblenz.
Bei den Damen gewann Katja Wächter den Titel im Florett und Claudia Bokel im Degen. Die Vorjahreszweite Sibylle Klemm gewann den Titel im Säbel. Im Herrenflorett gewann Benjamin Kleibrink seinen ersten Titel, im Degen setzte sich Tilmann Fetzer durch. Christian Kraus verteidigte wiederum seinen Titel im Säbel.

## Herren

### Florett (Einzel)
| Platz | Sportler           | Verein                |
| ----- | ------------------ | --------------------- |
| 1     | Benjamin Kleibrink | OFC Bonn              |
| 2     | Ralf Bißdorf       | Heidenheimer SB       |
| 3     | Dominik Behr       | FC Tauberbischofsheim |
| 3     | André Weßels       | OFC Bonn              |

### Florett (Mannschaft)
| Platz | Verein                  | Sportler |
| ----- | ----------------------- | -------- |
| 1     | Königsbacher SC Koblenz |          |
| 2     | FC Tauberbischofsheim   |          |
| 3     | TuS Jena                |          |

### Degen (Einzel)
| Platz | Sportler        | Verein                |
| ----- | --------------- | --------------------- |
| 1     | Tilmann Fetzer  | Heidenheimer SB       |
| 2     | Jörg Fiedler    | FC Tauberbischofsheim |
| 3     | Martin Schmitt  | FC Tauberbischofsheim |
| 3     | Michael Flegler | TSF Ditzingen         |

### Degen (Mannschaft)
| Platz | Verein                  | Sportler |
| ----- | ----------------------- | -------- |
| 1     | TSV Bayer 04 Leverkusen |          |
| 2     | FC Tauberbischofsheim   |          |
| 3     | Heidenheimer SB         |          |

### Säbel (Einzel)
| Platz | Sportler        | Verein                |
| ----- | --------------- | --------------------- |
| 1     | Christian Kraus | TSG Eislingen         |
| 2     | Björn Hübner    | FC Tauberbischofsheim |
| 3     | Martin Kindt    | FC Tauberbischofsheim |
| 3     | Nicolas Limbach | TSV Bayer Dormagen    |

### Säbel (Mannschaft)
| Platz | Verein                  | Sportler                                                |
| ----- | ----------------------- | ------------------------------------------------------- |
| 1     | Königsbacher SC Koblenz |                                                         |
| 2     | FC Tauberbischofsheim   |                                                         |
| 3     | TSG Eislingen           | Christian Kraus Michael Herm Philipp Grimm Harald Stehr |

## Damen

### Florett (Einzel)
| Platz | Sportler           | Verein                |
| ----- | ------------------ | --------------------- |
| 1     | Katja Wächter      | FC Tauberbischofsheim |
| 2     | Anja Müller        | FC Tauberbischofsheim |
| 3     | Carolin Neckermann | FC Tauberbischofsheim |
| 3     | Melanie Wolgast    | FC Tauberbischofsheim |

### Florett (Mannschaft)
| Platz | Verein                | Sportler |
| ----- | --------------------- | -------- |
| 1     | FC Tauberbischofsheim |          |
| 2     | SC Berlin             |          |
| 3     | OFC Bonn              |          |

### Degen (Einzel)
| Platz | Sportler        | Verein                |
| ----- | --------------- | --------------------- |
| 1     | Claudia Bokel   | FC Tauberbischofsheim |
| 2     | Imke Duplitzer  | OFC Bonn              |
| 3     | Monika Sozanska | Heidenheimer SB       |
| 3     | Katrin Holz     | FC Tauberbischofsheim |

### Degen (Mannschaft)
| Platz | Verein                  | Sportler |
| ----- | ----------------------- | -------- |
| 1     | FC Tauberbischofsheim   |          |
| 2     | Heidenheimer SB         |          |
| 3     | TSV Bayer 04 Leverkusen |          |

### Säbel (Einzel)
| Platz | Sportler          | Verein                  |
| ----- | ----------------- | ----------------------- |
| 1     | Sibylle Klemm     | TSG Eislingen           |
| 2     | Stefanie Kubissa  | TSV Bayer Dormagen      |
| 3     | Davina Hierzmann  | TV Alsfeld              |
| 3     | Alexandra Bujdosó | Königsbacher SC Koblenz |

### Säbel (Mannschaft)
| Platz | Verein                | Sportler |
| ----- | --------------------- | -------- |
| 1     | FC Tauberbischofsheim |          |
| 2     | TSG Eislingen         |          |
| 3     | TSV Bayer Dormagen    |          |